# Мотор (хоккейный клуб, Ческе-Будеёвице)
ХК «Мотор» Ческе-Будеёвице (чеш. HC Motor České Budějovice) — профессиональный чешский хоккейный клуб из города Ческе-Будеёвице, выступающий в Экстралиге. Домашняя арена клуба — «Budvar Arena», вмещает 6421 зрителя.

## История
Хоккейная команда из города Ческе-Будеёвице была основана в 1928 году. её главным достижением в чехословацких чемпионатах стал чемпионский титул, выигранный в 1951 году. По сей день он остается единственным титулом в истории клуба. В 1994 году после распада Чехословакии команда начала выступать в чешской Экстралиге. В 1995 году стала бронзовым призёром чемпионата Чехии.

Эмблема клуба в 2006-2013 гг.

Команда провалила сезон 2003/04 в Экстралиге (последнее место, затем проигрыш переходных матчей «Дукле»), однако в следующем сезоне убедительно выиграла первую лигу и взяла реванш в «переходниках» у «Дуклы» (воспользовавшись локаутом в НХЛ, клуб пригласил из сильнейшей лиги мира 4-х игроков, таких как Вацлав Проспал, Радек Дворжак, Радек Мартинек и Эндрю Ференс). Наиболее успешным в XXI веке для команды стал сезон 2007/08 — она выиграла регулярное первенство и взяла «бронзу» по итогам плей-офф (первая медаль высшей лиги с 1995 года для клуба); на следующий сезон команда приняла участие в Хоккейной лиге чемпионов. До 2013 года команда выступала в Экстралиге. В 2013 году в Экстралиге команду из Ческе-Будеёвице заменила команда из Градец-Кралове, в новую команду перешла значительная часть игроков и к ней же перешло спонсорское название «Маунтфилд», а команда из Ческе-Будеёвице взяла одно из старых названий — «Мотор» — и заявилась во вторую по силе лигу. Только в 2020 году клубу наконец удалось вновь выйти в Экстралигу.

## Достижения

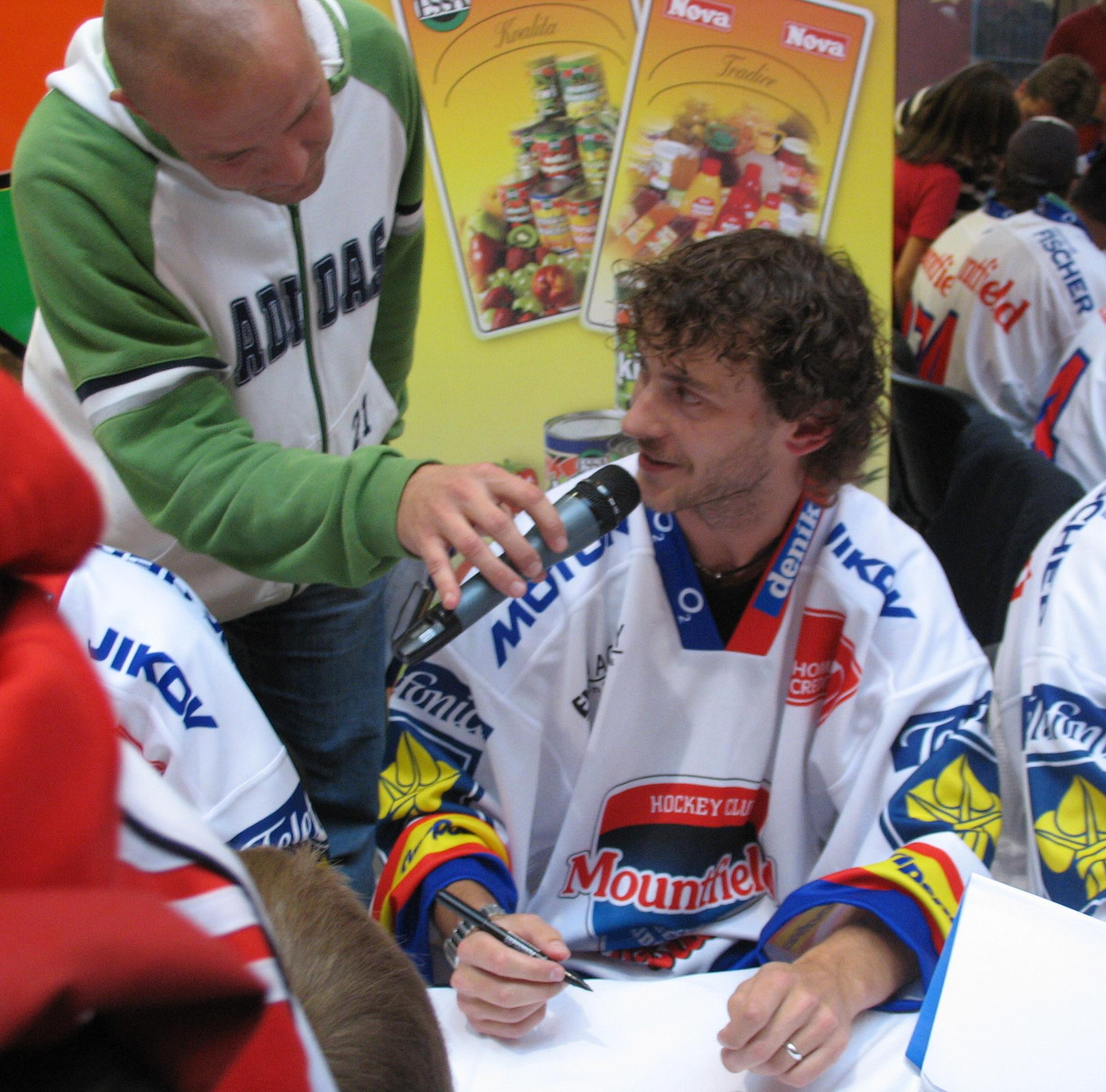
Игрок Ческе Будеёвице Виктор Хюбл раздаёт автографы (2007 год)

### Чемпионат Чехословакии
Чемпион Чехословакии 1951 года
 Серебряный призёр чемпионата Чехословакии 1930, 1935, 1981
 Бронзовый призёр чемпионата Чехословакии 1937, 1953

### Чешская Экстралига
Бронзовый призёр Экстралиги 1995 и 2008

## История названий клуба
- АК Стадион Ческе-Будеёвице (1928—1948)
- Сокол Стадион Ческе-Будеёвице (1948—1949)
- ЗСЕ ОД Стадион Ческе-Будеёвице (1949—1950)
- ЗСЕ СКП ИНВ Ческе-Будеёвице (1950—1953)
- Славой Ческе-Будеёвице (1953—1965)
- Мотор Ческе-Будеёвице (1965—1992)
- ХК Ческе-Будеёвице (1992—2006)
- ХК Маунтфилд (2006—2013)
- Мотор Ческе-Будеёвице (2013—2020)
- Мадета Мотор Ческе-Будеёвице (2020—н.в.)

## Известные игроки
Хоккейный клуб «Мотор» Ческе-Будеёвице воспитал для чехословацкого/чешского хоккея множество знаменитых игроков. Ниже список чехословацких и чешских хоккеистов — воспитанников хоккея Ческе-Будеёвице, становившихся чемпионами мира и обладателями кубка Стэнли.
|                    | ЧМ               | Кубок Стэнли     |
| Радек Дворжак      | 1999, 2001, 2005 |                  |
| Ярослав Поузар     | 1976, 1977       | 1984, 1985, 1987 |
| Мирослав Дворжак   | 1976, 1977       |                  |
| Вацлав Проспал     | 2000, 2005       |                  |
| Радек Мартинек     | 2000, 2001       |                  |
| Владимир Гудачек   | 2000, 2001       |                  |
| Роман Турек        | 1996             | 1999             |
| Станислав Нецкарж  | 1996             | 2004             |
| Франтишек Вацовски | 1949             |                  |
| Иржи Мацелис       | 1949             |                  |
| Франтишек Мизера   | 1949             |                  |
| Ченек Пиха         | 1949             |                  |
| Иржи Лала          | 1985             |                  |
| Радек Белоглав     | 1996             |                  |
| Михал Баринка      | 2010             |                  |
| Филип Новак        | 2010             |                  |
| Иржи Новотны       | 2010             |                  |
| ------------------ | ---------------- | ---------------- |

## Чемпионская команда

### 1950/1951
Вратари: Ян Водичка, Иржи Колоух, Карел Кроупа
Защитники: Франтишек Вацовски, Роман Харипар, Владислав Мизера, Станислав Пиха, Вацлав Ленц, Ян Лидрал, Винтирж Немец
Нападающие: Ченек Пиха, Франтишек Мизера, Леопольд Вавра, Карел Билек, Вацлав Калистра, Карел Оберляйтнер, Ладислав Горак
Тренер: Ян Калиш